# У драмском шипражју
У драмском шипражју је двотомна збирка драма, како оригиналних тако и драматизација Златка Грушановића, објављена 2024. године у Београду. Књига је структуирана у два тома: Мало драмско шипражје и Велико драмско шипражје. Дело обухвата текстове намењене основношколцима, омладини и одраслој публици, истражујући различите теме и жанрове драмске уметности.
Издавачи су Дом културе Студентски град и Удружење драмских писаца Србије. Рецензенти су Наташа Анђелковић и Зоран Стефановић.

## О књизи
Књига у свом првом тому — Мало драмско шипражје — представља један од најобимнијих савремених опуса српске драме намењених деци и омладини, истичући се својом иновативношћу, језиком и адаптацијама класичних и модерних тема. У том тому нагласак је на драматизацијама познатих бајки, митова и лектира. Том започињу предговор Зорана Стефановића „Кроз сва неминовна шипражја: Приступ у драмски свет Златка Грушановића” и „Реч аутора” самог Грушановића. Одељак „Мало драмско шипражје” чине већином драматизације и слободне ауторске адаптације намењене основним школама: „Кроз мећаву” по  мотивима  из  приповедака Петра Кочића; „Радосна разочарања илити награда професора Вујадина Костића”; „Поход на мјесец (драматизација приповетке Бранка Ћопића)”; „Чиновникова смрт” Антона Чехова; „Свињар”; „На лепом плавом Дунаву”; „Еро(евро) с онога свијета (драматизација)”; „Немушти језик”; „Пепељуга”; „Тамна страна месеца”; „Школски сан”; „Баснопозорје (драматизације Доситејевих басни)” и „Мала принцеза”. Одељак „Међушипражје” чине текстови намењени средњим школама, у циклусу „Уврнути митови (од Прометеја до Одисеја)”: Богови са Олимпа; Прометеј; Тантал; Сизиф; Мида; Орфеј и Еуридика; Дедал и Икар; Тезеј; Тезеј и Минотаур; Персеј; Алкестида; Херакле; Јасон; Илијада и Одисеја.
Други том, Велико драмско шипражје, доноси дубље психолошке и друштвене теме за одрасле, укључујући сатиру, мелодраму и историјску драму. Овај том такође започињу предговор Зорана Стефановића и „Реч аутора”.  У овом тому су објављене драме „Драмски утук на критику”, „Москвичем до пакла”, „Брачне једначине”; „Изгубљени”; „Исидора и смрт” и „Дубравко и Сања. Књига се завршава биографијом аутора.

## Реч критике
Књига У драмском шипражју добила је позитивне оцене рецензената, нарочито  због своје оригиналности и иновативног приступа драмској култури у школском и друштвеном систему.
Зоран Стефановић истиче да је књига вредан допринос савременој српској драмској култури и да представља манифест о потреби преиспитивања митова и идентитета у савременом друштву. Према његовим речима, Грушановић кроз драматизације и оригиналне драме враћа драму као жанр у образовни и културни контекст. Рецензент је детаљно анализирао и важност Грушановићевог обраћања разчичитим публикама.
Наташа Анђелковић наводи да пролазак кроз књигу није опасан као пролазак кроз природно шипражје, али је узбудљив. Истиче да аутор успешно представља дух и смисао оригиналних прозних текстова језиком и сликама блиским младима. Посебно похваљује драматизације античких митова као средство за културолошко образовање и развијање трагичке перспективе.
Обе рецензије наглашавају примењивост књиге како у школској настави, тако и у школском позоришту, али и њен значај за ширење културолошких и друштвених тема у савременој драматургији.